# Nodar Kumaritašvili
Nodar Kumaritašvili (gru. ნოდარ ქუმარიტაშვილი; Borjomi, 25. studenog 1988. – Whistler, Britanska Kolumbija, 12. veljače 2010.) bio je gruzijski sanjkaš koji se natjecao od 2008. do 2010. godine. Kumaritishvili je doživio tragičnu nesreću tijekom treninga pred samo otvorenje Zimskih olimpijskih igara u Vancouveru, 2010. godine.

## Život i karijera
Nodar Kumaritashvili rodio se u gradu Borjomi u Gruziji, koja je tada 1988. bila u sastavu SSSR-a.
Bio je ukupno 55. na kraju Svjetskog sanjkaškog kupa u sezoni 2008./09.
Na svom posljednjem natjecanju Svjetskog kupa u Torinu u siječnju 2010., bio je 28. od 32 natjecatelja. Njegov otac Selix je predsjednik Gruzijskog sanjkaškog saveza.

## Nesreća i pogibija
Kumaritashvili se kvalificirao za Olimpijske igre u Vancouveru. Poginuo je na treningu prije službenog natjecanja i par sati prije ceremonije otvaranja Olimpijskih igara. Na ledenoj stazi u Whistleru, koja se smatra najbržom na svijetu, izgubio je nadzor pri brzini preko 140 km/h, udario je u zaštitnu ogradu, izletio sa staze i udario u metalni stup. Liječnička intervencija nastupila je za manje od minute nakon tragičnog događaja. Smrt je nastupila, kao posljedica povrjeda. Kumaritašvili je umro u bolnici Whistler, u istoimenom gradu.

## Naknadni događaji
Gruzijski olimpijski sastav je najavio, da možda neće biti ni na otvaranju i da je moguće povlačenje s Igara. Naknadno je Nikoloz ministar športa i kulture Gruzije, objavio da će gruzijsko izaslanstvo ostati u Vancouveru na igrama posvećujući svoje napore svom stradalom prijatelju. Ostalih sedam članova tima su na ceremoniji otvaranja nosili crne trake oko ruke i ostavili među sobom prazno mjesto u znak počasti. Također su napustili stadion nakon procesije sudionika. Minutom šutnje iskazana je počast poginulom športašu, tijekom ceremonije otvaranja. 
Međunarodna sanjkaška federacija (FIL) mišljenja je, da je do nesreće došlo Nodarovom greškom, te da nije izazvana nesigurnom stazom. FIL-in predsjednik Josef Fendt ranije je izjavio da je došlo do grješke u projektiranju staze. Objavljeno je da će u svrhu prevencije, zid na izlazu iz krivine 16 biti povišen, i da će ledeni profil biti prilagođen.

## Vanjske poveznice
- Vancouver2010.com profile